# Neuilh
Neuilh est une commune française située dans le centre du département des Hautes-Pyrénées, en région Occitanie. Sur le plan historique et culturel, la commune est dans la province du Haut-Adour, autrefois incluse dans l’ancien comté de Bigorre.
Neuilh est une commune rurale qui compte 94 habitants en 2022, après avoir connu un pic de population de 296 habitants en 1851. Elle est dans l'agglomération de Bagnères-de-Bigorre et fait partie de l'aire d'attraction de Lourdes..
Ses habitants sont appelés les Neuilhais.

## Géographie

### Localisation
La commune de Neuilh se trouve dans le département des Hautes-Pyrénées, en région Occitanie.
Elle se situe à 17 km à vol d'oiseau de Tarbes, préfecture du département, et à 6 km de Bagnères-de-Bigorre, sous-préfecture.
La commune possède un patrimoine naturel remarquable :  un espace protégé (l'« Adour et affluents ») et quatre zones naturelles d'intérêt écologique, faunistique et floristique
Sur le plan historique et culturel, Neuilh fait partie de la province historique du Haut-Adour, autrefois incluse dans l’ancien comté de Bigorre. Il s’agit d’une zone montagneuse constituée des prolongements occidentaux des massifs de Néouvielle et de l’Arbizon,.

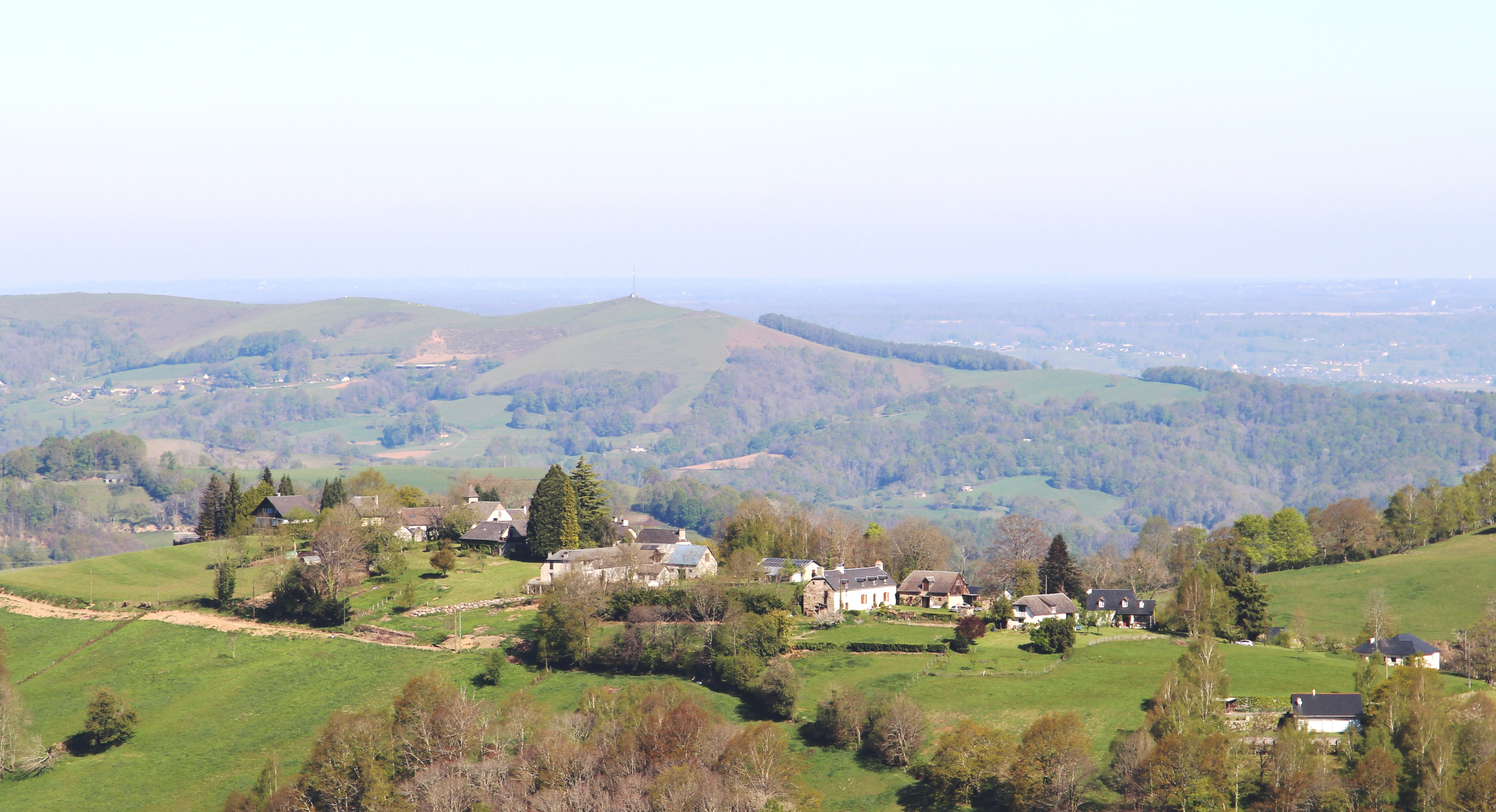
Vue du village

### Communes limitrophes
Les communes les plus proches sont : 
Ossun-ez-Angles (1,4 km), Astugue (1,8 km), Arrodets-ez-Angles (2,8 km, limitrophe au sud-ouest sur une centaine de mètres à la Croix Blanche), Labassère (2,8 km), Germs-sur-l'Oussouet (3,1 km), Arrayou-Lahitte (3,1 km), Gez-ez-Angles (4,3 km), Escoubès-Pouts (4,7 km).
|                    | Astugue              |           |
| Ossun-ez-Angles    | Neuilh               | Labassère |
| Arrodets-ez-Angles | Germs-sur-l'Oussouet |           |

### Géologie et relief
La commune est située dans une zone montagneuse constituée des prolongements occidentaux des massifs de Néouvielle et de l’Arbizon. Exposée à un climat de montagne, elle est drainée par l'Oussouet, la Géline et par divers autres petits cours d'eau. .

### Hydrographie
La commune est dans le bassin de l'Adour, au sein du bassin hydrographique Adour-Garonne. Elle est drainée par l'Oussouet, la Géline et par divers petits cours d'eau, constituant un réseau hydrographique de 3 km de longueur totale,.
L'Oussouet, d'une longueur totale de 15,7 km, prend sa source dans la commune de Bagnères-de-Bigorre et s'écoule vers le nord. Il traverse la commune et se jette dans l'Adour à Montgaillard, après avoir traversé 7 communes.
La Géline, d'une longueur totale de 20,8 km, prend sa source dans la commune d'Azereix et s'écoule du sud-ouest vers le nord-est. Il traverse la commune et se jette dans le canal de Luzerte à Saint-Lézer, après avoir traversé 12 communes.

### Climat
Le climat est tempéré de type océanique, en raison de l'influence proche de l'océan Atlantique situé à peu près 150 km plus à l'ouest. La proximité des Pyrénées fait que la commune profite d'un effet de foehn, il peut aussi y neiger en hiver, même si cela reste inhabituel.
| Mois                              | jan.  | fév.  | mars  | avril | mai   | juin  | jui.  | août  | sep.  | oct.  | nov.  | déc.  | année   |
| --------------------------------- | ----- | ----- | ----- | ----- | ----- | ----- | ----- | ----- | ----- | ----- | ----- | ----- | ------- |
| Température minimale moyenne (°C) | 0,6   | 1,3   | 2,7   | 5,2   | 8,3   | 11,6  | 14,1  | 13,9  | 11,7  | 8     | 3,6   | 1,3   | 6,9     |
| Température moyenne (°C)          | 5,3   | 6,1   | 7,8   | 10    | 13,3  | 16,7  | 19,3  | 19    | 17,2  | 13,3  | 8,5   | 5,8   | 11,9    |
| Température maximale moyenne (°C) | 9,9   | 11    | 12,9  | 14,8  | 18,3  | 21,7  | 24,5  | 24    | 22,6  | 18,6  | 13,4  | 10,4  | 16,8    |
| Ensoleillement (h)                | 108,8 | 118,8 | 155,6 | 157,2 | 181,3 | 191,5 | 215,5 | 196,4 | 194,5 | 164,4 | 124,4 | 104,4 | 1 912,8 |
| Précipitations (mm)               | 112,8 | 97,5  | 100,2 | 105,7 | 113,6 | 80,7  | 57,3  | 70,3  | 71    | 85,2  | 93    | 112,1 | 1 099,4 |

### Milieux naturels et biodiversité

#### Espaces protégés
La protection réglementaire est le mode d’intervention le plus fort pour préserver des espaces naturels remarquables et leur biodiversité associée,.
Dans ce cadre, la commune fait partie.
Un  espace protégé est présent sur la commune : 
l'« Adour et affluents », objet d'un arrêté de protection de biotope, d'une superficie de 215,8 ha.

#### Zones naturelles d'intérêt écologique, faunistique et floristique
L’inventaire des zones naturelles d'intérêt écologique, faunistique et floristique (ZNIEFF) a pour objectif de réaliser une couverture des zones les plus intéressantes sur le plan écologique, essentiellement dans la perspective d’améliorer la connaissance du patrimoine naturel national et de fournir aux différents décideurs un outil d’aide à la prise en compte de l’environnement dans l’aménagement du territoire.
Deux ZNIEFF de type 1 sont recensées sur la commune :
le « réseau hydrographique de l'Oussouet et de la Gailleste » (111 ha), couvrant 8 communes du département et 
le « réseau hydrographique des Angles et du Bénaquès » (260 ha), couvrant 35 communes du département
et deux ZNIEFF de type 2, : 
- les « coteaux et vallons des Angles et du Bénaquès » (12 879 ha), couvrant 45 communes du département[19] ;
- le « massif du Monné, vallée de l'Oussouet » (6 955 ha), couvrant 11 communes du département[20].

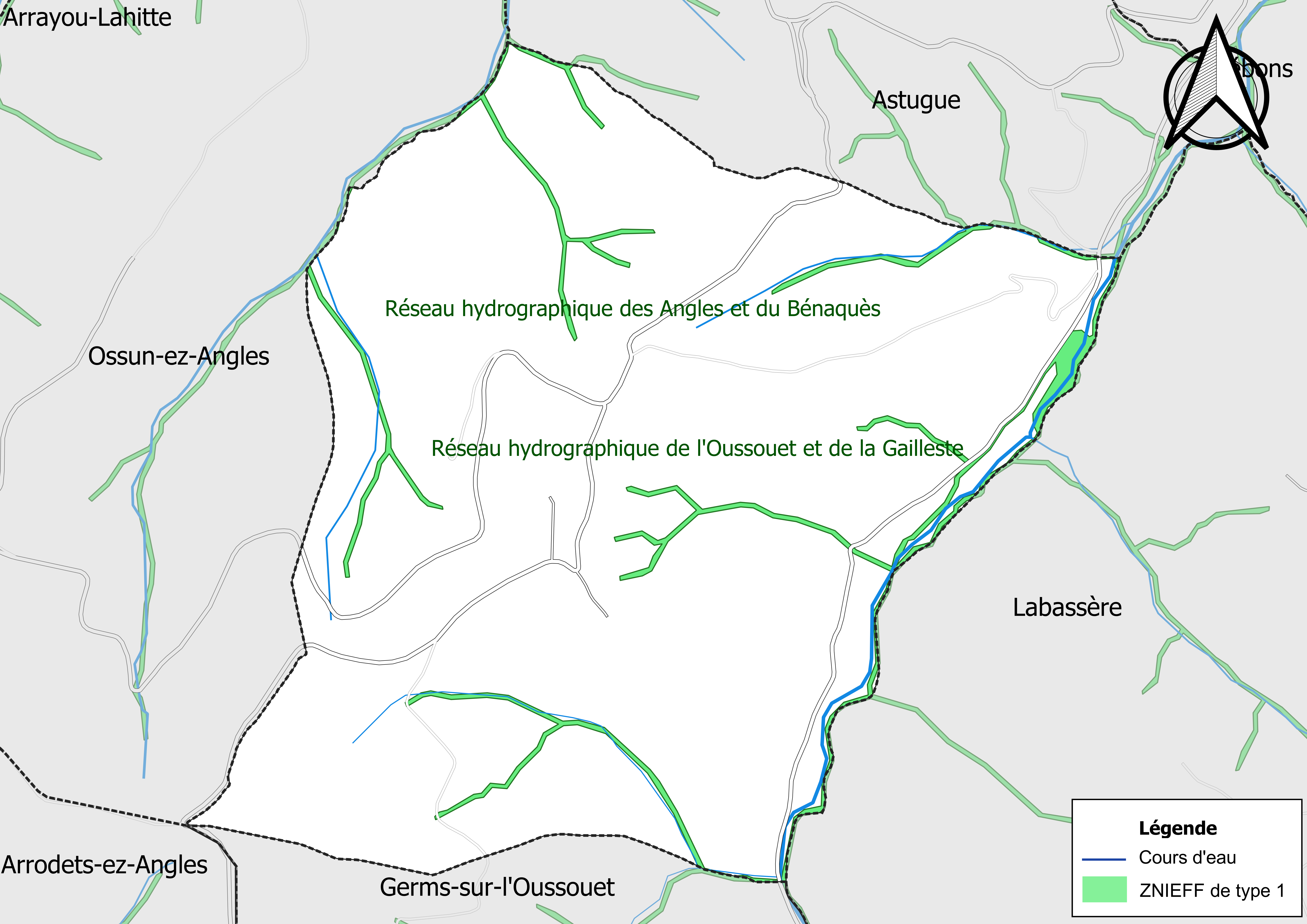
Carte des ZNIEFF de type 1 sur la commune.
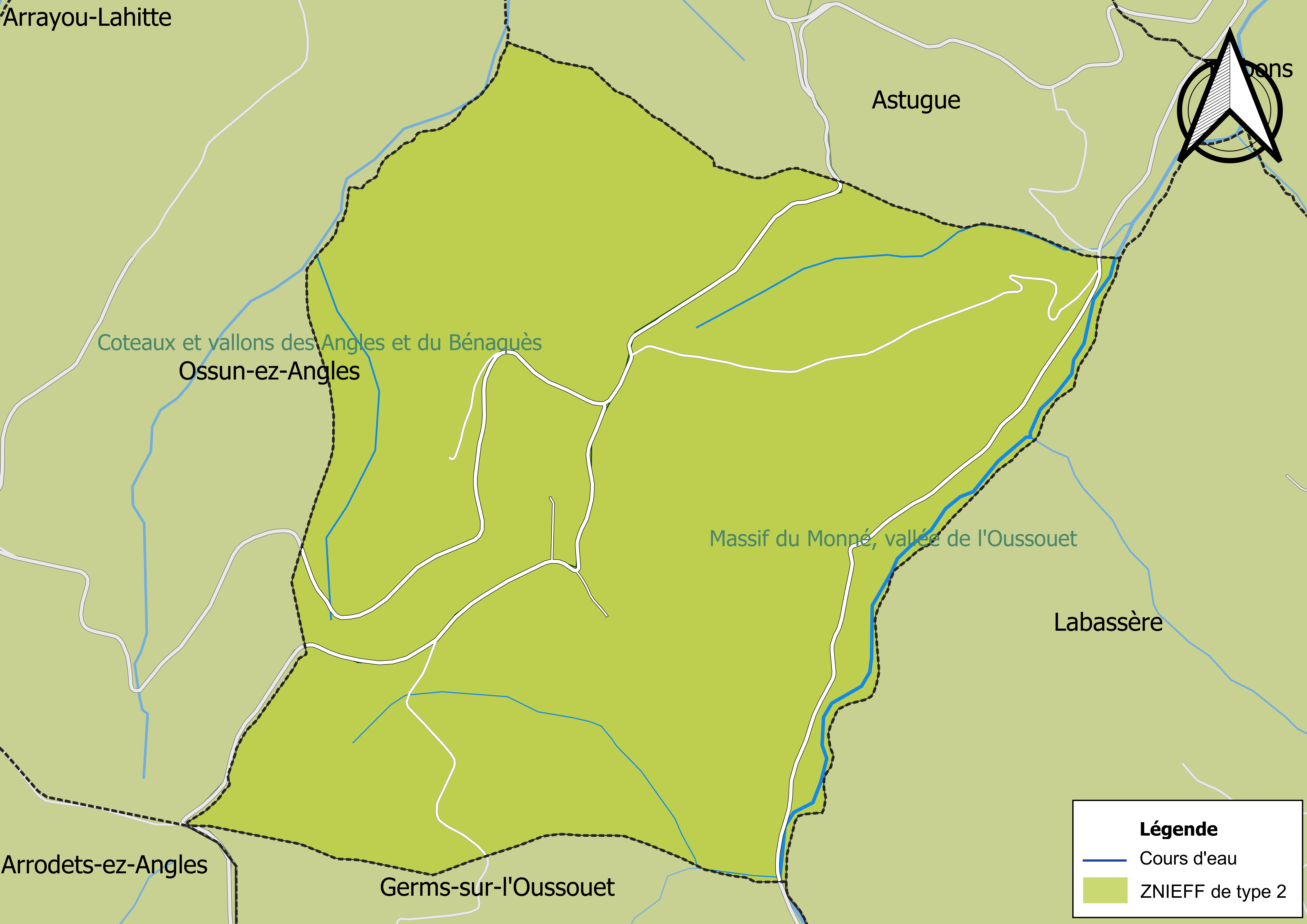
Carte des ZNIEFF de type 2 sur la commune.

## Urbanisme

### Typologie
Au 1er janvier 2024, Neuilh est catégorisée commune rurale à habitat dispersé, selon la nouvelle grille communale de densité à sept niveaux définie par l'Insee en 2022.
Elle appartient à l'unité urbaine de Bagnères-de-Bigorre, une agglomération intra-départementale regroupant dix  communes, dont elle est une commune de la banlieue,,. Par ailleurs la commune fait partie de l'aire d'attraction de Lourdes, dont elle est une commune de la couronne,. Cette aire, qui regroupe 45 communes, est catégorisée dans les aires de moins de 50 000 habitants,.

### Occupation des sols
L'occupation des sols de la commune, telle qu'elle ressort de la base de données européenne d’occupation biophysique des sols Corine Land Cover (CLC), est marquée par l'importance des forêts et milieux semi-naturels (60,3 % en 2018), en diminution par rapport à 1990 (76,2 %). La répartition détaillée en 2018 est la suivante : 
forêts (32,2 %), milieux à végétation arbustive et/ou herbacée (28 %), prairies (23,8 %), zones agricoles hétérogènes (15,9 %).
L'IGN met par ailleurs à disposition un outil en ligne permettant de comparer l’évolution dans le temps de l’occupation des sols de la commune (ou de territoires à des échelles différentes). Plusieurs époques sont accessibles sous forme de cartes ou photos aériennes : la carte de Cassini (XVIIIe siècle), la carte d'état-major (1820-1866) et la période actuelle (1950 à aujourd'hui).

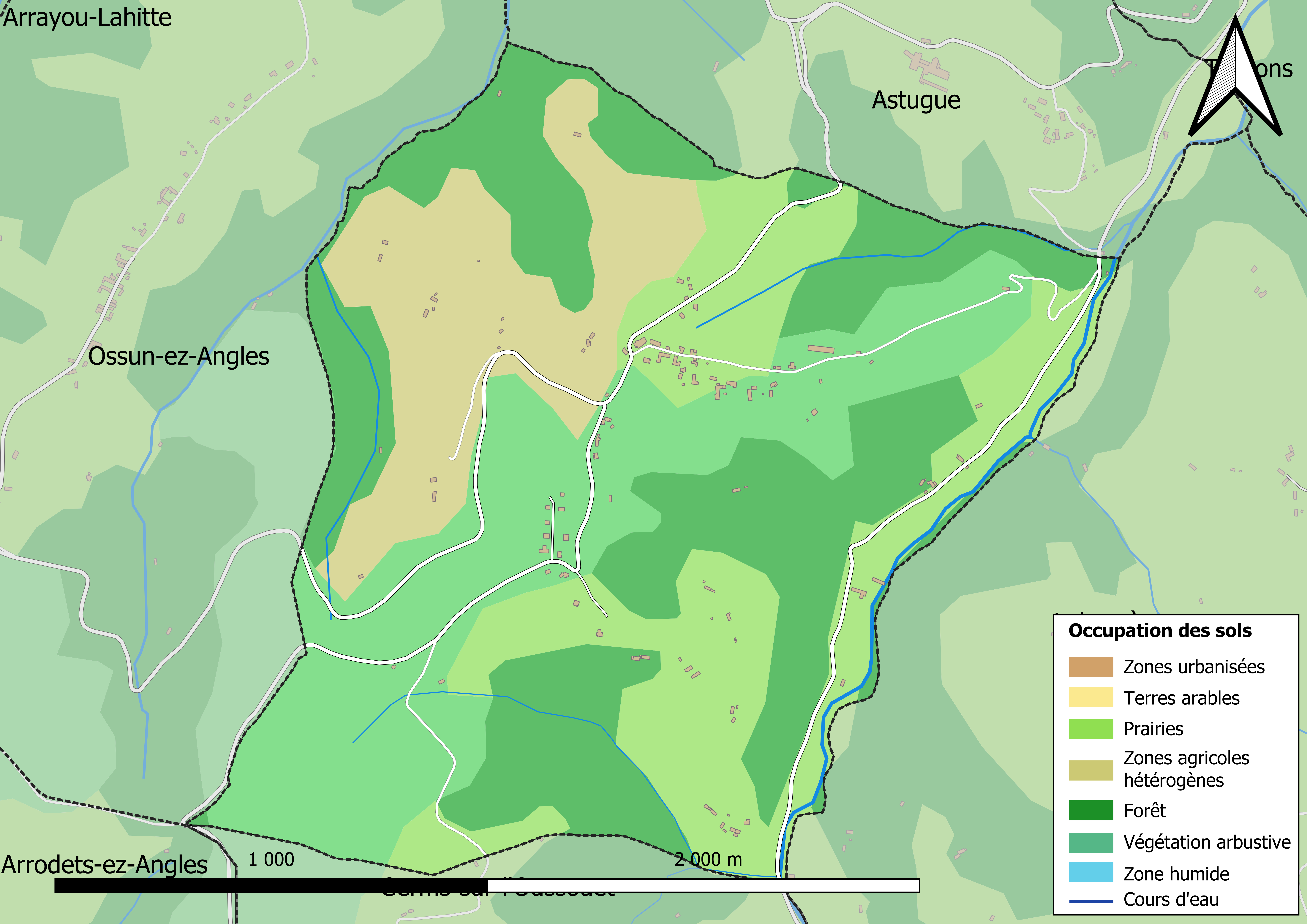
Carte des infrastructures et de l'occupation des sols en 2018 (CLC) de la commune.
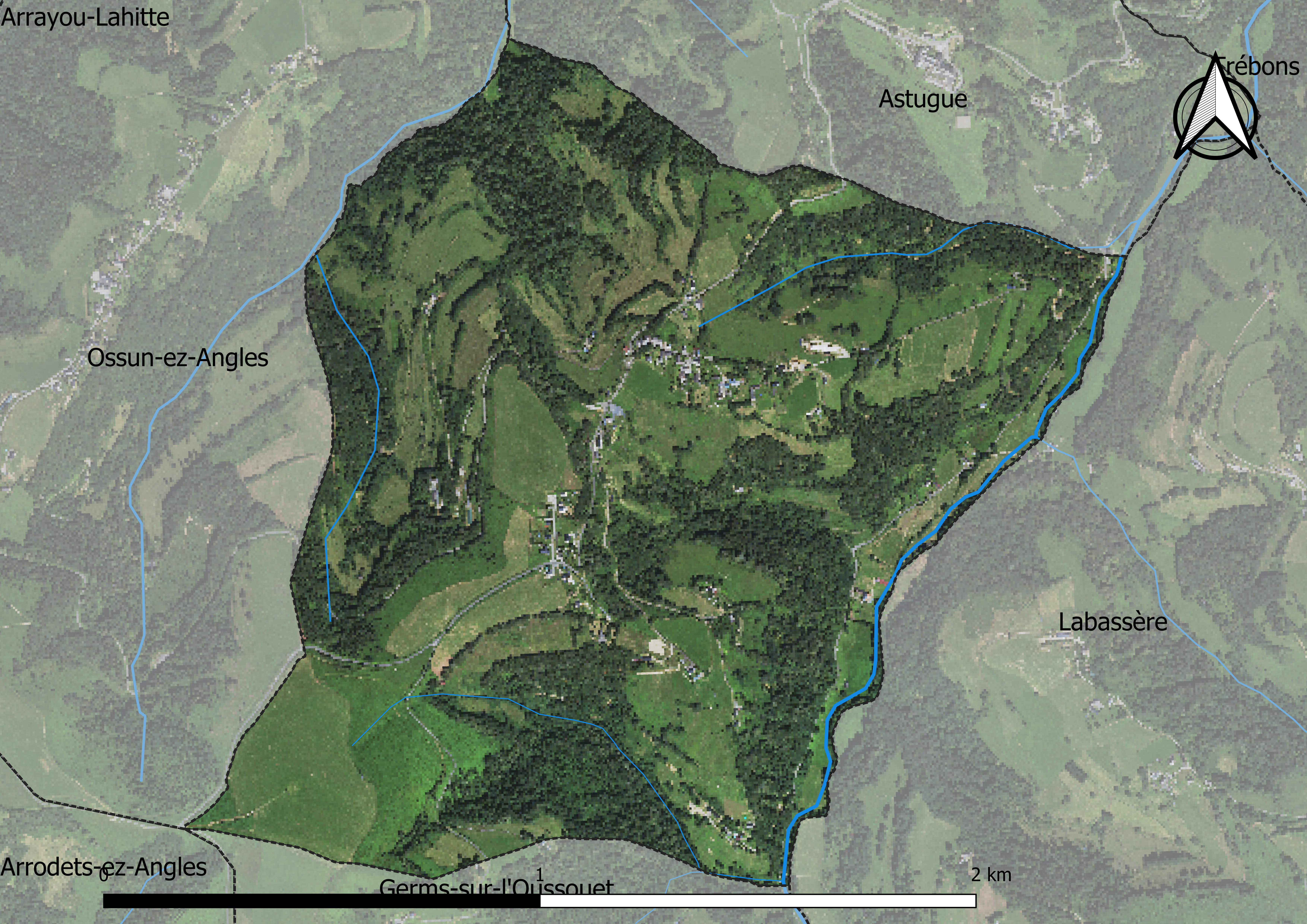
Carte orthophotogrammétrique de la commune.

### Habitat et logement
En 2018, le nombre total de logements dans la commune était de 60, alors qu'il était de 57 en 2013 et de 53 en 2008.
Parmi ces logements, 68 % étaient des résidences principales, 23,6 % des résidences secondaires et 8,4 % des logements vacants. Ces logements étaient pour 100 % d'entre eux des maisons individuelles et pour 0 % des appartements.
Le tableau ci-dessous présente la typologie des logements à Neuilh en 2018 en comparaison avec celle des Hautes-Pyrénées et de la France entière. Une caractéristique marquante du parc de logements est ainsi une proportion de résidences secondaires et logements occasionnels (23,6 %) supérieure à celle du département (23,3 %) et à celle de la France entière (9,7 %). Concernant le statut d'occupation de ces logements, 85,4 % des habitants de la commune sont propriétaires de leur logement (84,6 % en 2013), contre 64,9 % pour les Hautes-Pyrénées et 57,5 % pour la France entière.
| Typologie                                               | Neuilh | Hautes-Pyrénées | France entière |
| ------------------------------------------------------- | ------ | --------------- | -------------- |
| Résidences principales (en %)                           | 68     | 67,2            | 82,1           |
| Résidences secondaires et logements occasionnels (en %) | 23,6   | 23,3            | 9,7            |
| Logements vacants (en %)                                | 8,4    | 9,5             | 8,2            |

### Voies de communication et transports
Cette commune est desservie par les routes départementales D 18, D 26 et D 99.

### Risques naturels et technologiques
Le territoire de la commune de Neuilh est vulnérable à différents aléas naturels : météorologiques (tempête, orage, neige, grand froid, canicule ou sécheresse), inondations, feux de forêts, mouvements de terrains et séisme (sismicité moyenne). Un site publié par le BRGM permet d'évaluer simplement et rapidement les risques d'un bien localisé soit par son adresse soit par le numéro de sa parcelle.
Certaines parties du territoire communal sont susceptibles d’être affectées par le risque d’inondation par débordement de cours d'eau, notamment l'Oussouet. La cartographie des zones inondables en ex-Midi-Pyrénées réalisée dans le cadre du XIe Contrat de plan État-région, visant à informer les citoyens et les décideurs sur le risque d’inondation, est accessible sur le site de la DREAL Occitanie. La commune a été reconnue en état de catastrophe naturelle au titre des dommages causés par les inondations et coulées de boue survenues en 1982, 1999, 2009 et 2014,.
Neuilh est exposée au risque de feu de forêt. Un plan départemental de protection des forêts contre les incendies a été approuvé par arrêté préfectoral le 21 avril 2020 pour la période 2020-2029. Le précédent couvrait la période 2007-2017. L’emploi du feu est régi par deux types de réglementations. D’abord le code forestier et l’arrêté préfectoral du 27 octobre 2014, qui réglementent l’emploi du feu à moins de 200 m des espaces naturels combustibles sur l’ensemble du département. Ensuite celle établie dans le cadre de la lutte contre la pollution de l’air, qui interdit le brûlage des déchets verts des particuliers. L’écobuage est quant à lui réglementé dans le cadre de commissions locales d’écobuage (CLE)

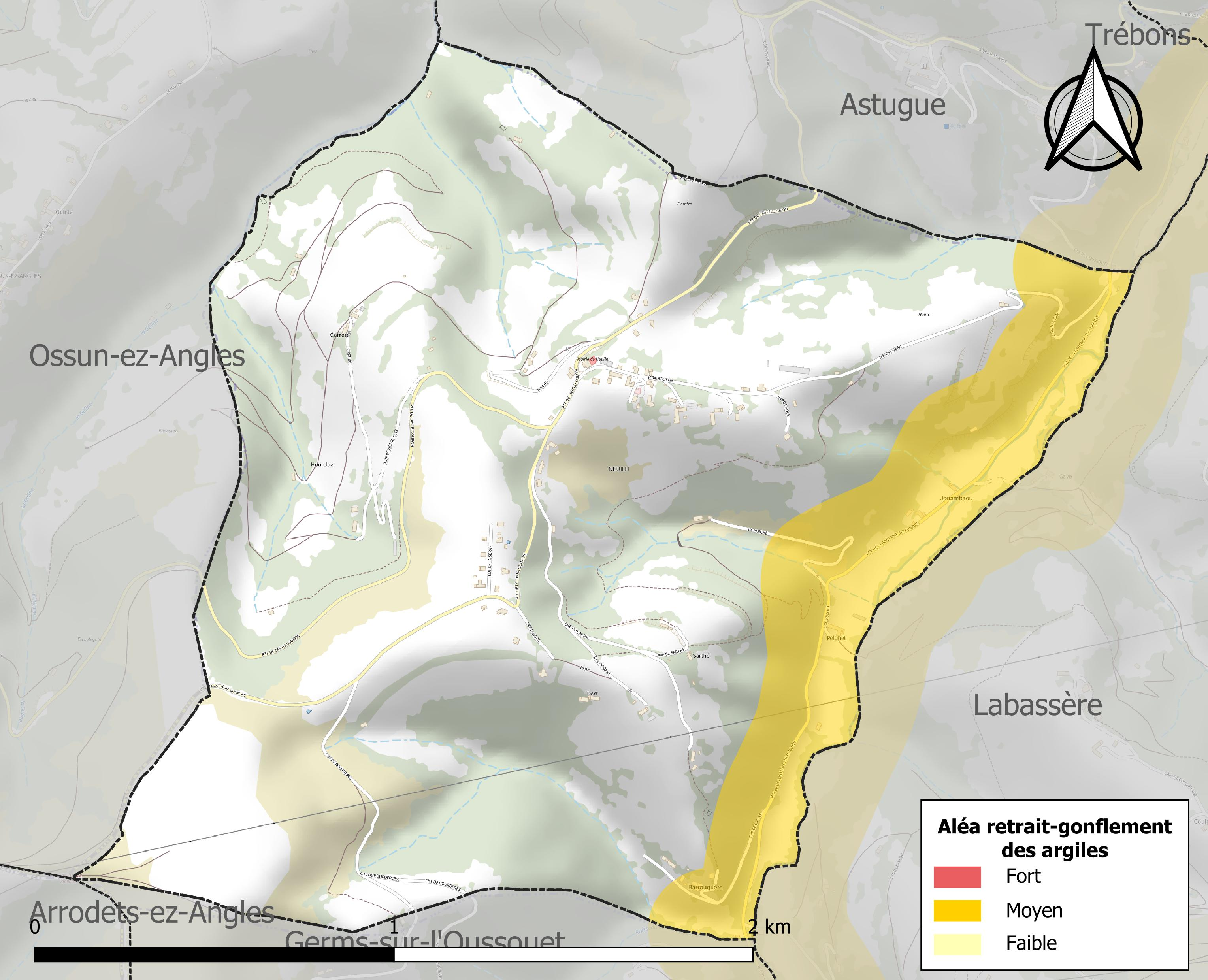
Carte des zones d'aléa retrait-gonflement des sols argileux de Neuilh.

Les mouvements de terrains susceptibles de se produire sur la commune sont des tassements différentiels.
Le retrait-gonflement des sols argileux est susceptible d'engendrer des dommages importants aux bâtiments en cas d’alternance de périodes de sécheresse et de pluie. 13,9 % de la superficie communale est en aléa moyen ou fort (44,5 % au niveau départemental et 48,5 % au niveau national). Sur les 52 bâtiments dénombrés sur la commune en 2019, 5 sont en aléa moyen ou fort, soit 10 %, à comparer aux 75 % au niveau départemental et 54 % au niveau national. Une cartographie de l'exposition du territoire national au retrait gonflement des sols argileux est disponible sur le site du BRGM,.
Par ailleurs, afin de mieux appréhender le risque d’affaissement de terrain, l'inventaire national des cavités souterraines permet de localiser celles situées sur la commune.
Concernant les mouvements de terrains, la commune a été reconnue en état de catastrophe naturelle au titre des dommages causés par des mouvements de terrain en 1999 et 2014.

## Toponymie

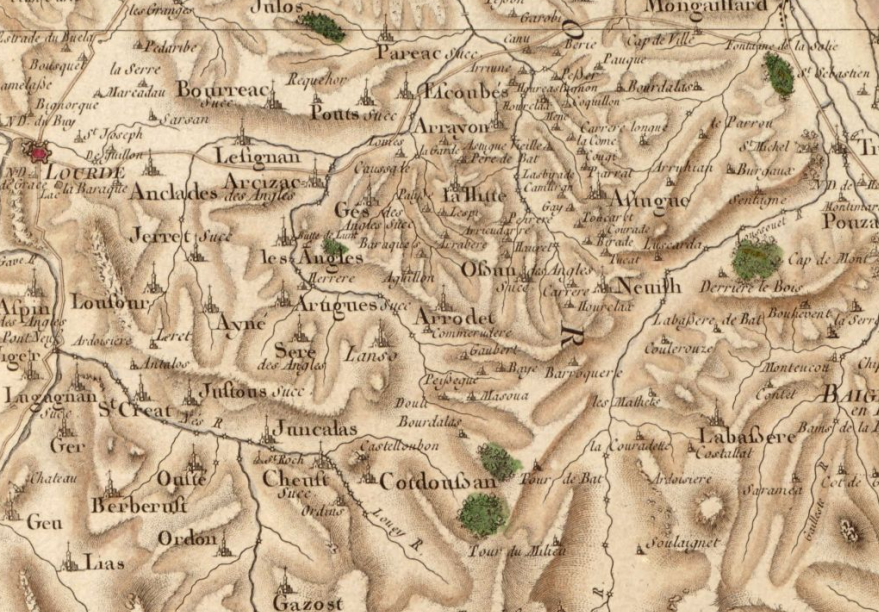
Extrait de la carte de Cassini (XVIIIe siècle situant Neuilh à l'est de Lourdes.

On trouvera les principales informations dans le Dictionnaire toponymique des communes des Hautes-Pyrénées de Michel Grosclaude et Jean-François Le Nail qui rapporte les dénominations historiques du village :
Dénominations historiques :
- Al Casterar de Nulh (XIIe siècle ou XIIe siècle, Livre vert  de Bénac) ;
- De Nulh (1313, Debita regi Navarre ; 1326, Livre vert Bénac ; 1384, ibid.) ;
- De Nuillo, latin (1342, (pouillé de Tarbes) ;
- Nulh (1429, censier de Bigorre) ;
- Nulh (1760, Larcher, Pouillé de Tarbes) ;
- Neuilh (fin XVIIIe siècle, carte de Cassini).

Étymologie : peut-être latin *nuculum (= petit noyer) pris collectivement : petite noiseraie.
Nom occitan : Nulh.

## Histoire
Sous l'Ancien Régime, la localité relève du  Pays et sénéchaussée de Bigorre, Lavedan, Estrema de Castelloubon.

## Politique et administration

### Rattachements administratifs et électoraux

#### Rattachements administratifs
La commune se trouve dans l'arrondissement de Bagnères-de-Bigorre du département des Hautes-Pyrénées.
Elle faisait partie depuis 1793 du canton de Bagnères-de-Bigorre. Dans le cadre du redécoupage cantonal de 2014 en France, cette circonscription administrative territoriale a disparu, et le canton n'est plus qu'une circonscription électorale.

#### Rattachements électoraux
Pour les élections départementales, la commune fait partie depuis 2014 d'un nouveau canton de Bagnères-de-Bigorre porté de 9 à 14 communes.
Pour l'élection des députés, elle fait partie de la première circonscription des Hautes-Pyrénées.

### Intercommunalité
Neuilh est membre de la communauté de communes de la Haute-Bigorre, un établissement public de coopération intercommunale (EPCI) à fiscalité propre créé en 1994 et auquel la commune a transféré un certain nombre de ses compétences, dans les conditions déterminées par le code général des collectivités territoriales.

### Liste des maires
| Période                                  | Période    | Identité         | Étiquette | Qualité                                                                                                   |
| ---------------------------------------- | ---------- | ---------------- | --------- | --- |
| Les données manquantes sont à compléter. |            |                  |           | |
| juin 2023                                |            | Walter Redoules  |           | Retraité                                                                                                  |
| mars 1983                                | avril 2022 | Gérard Menvielle | DVG       | Retraité de la fonction publique Vice-président de la CC de la Haute-Bigorre (2008 → 2022) Démissionnaire |
| juillet 2022                             | mars 2023  | Grégory Haurine  |           | Ouvrier                                                                                                   |

## Équipements et services publics

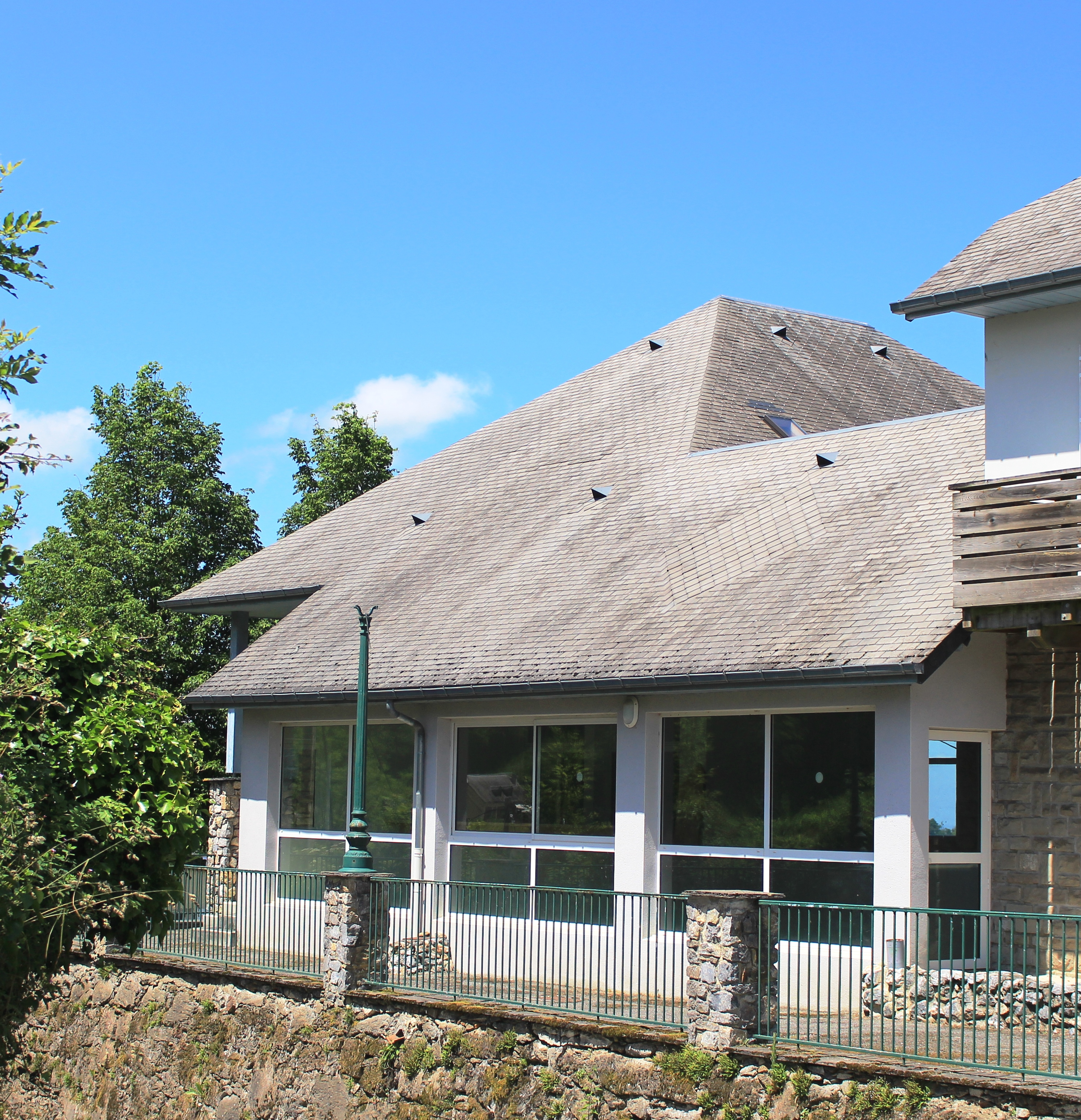
Le foyer rural en 2020.

### Enseignement
La commune dépend de l'académie de Toulouse. Elle ne dispose plus d'école en 2016.

## Population et société

### Démographie

#### Évolution démographique
| 1793 | 1800 | 1806 | 1821 | 1831 | 1836 | 1841 | 1846 | 1851 |
| ---- | ---- | ---- | ---- | ---- | ---- | ---- | ---- | ---- |
| 167  | 187  | 197  | 228  | 272  | 278  | 285  | 289  | 296  |

| 1856 | 1861 | 1866 | 1872 | 1876 | 1881 | 1886 | 1891 | 1896 |
| ---- | ---- | ---- | ---- | ---- | ---- | ---- | ---- | ---- |
| 243  | 200  | 218  | 226  | 226  | 212  | 220  | 196  | 169  |

| 1901 | 1906 | 1911 | 1921 | 1926 | 1931 | 1936 | 1946 | 1954 |
| ---- | ---- | ---- | ---- | ---- | ---- | ---- | ---- | ---- |
| 169  | 170  | 163  | 147  | 118  | 107  | 103  | 103  | 106  |

| 1962 | 1968 | 1975 | 1982 | 1990 | 1999 | 2006 | 2007 | 2012 |
| ---- | ---- | ---- | ---- | ---- | ---- | ---- | ---- | ---- |
| 101  | 76   | 64   | 57   | 56   | 76   | 98   | 101  | 101  |

| 2017 | 2022 | - | - | - | - | - | - | - |
| ---- | ---- | - | - | - | - | - | - | - |
| 98   | 94   | - | - | - | - | - | - | - |

## Économie

### Emploi
|                | 2008  | 2013   | 2018  |
| -------------- | ----- | ------ | ----- |
| Commune        | 9,1 % | 15,7 % | 8,8 % |
| Département    | 7,7 % | 9,4 %  | 9,8 % |
| France entière | 8,3 % | 10 %   | 10 %  |

En 2018, la population âgée de 15 à 64 ans s'élève à 68 personnes, parmi lesquelles on compte 75 % d'actifs (66,2 % ayant un emploi et 8,8 % de chômeurs) et 25 % d'inactifs,. En  2018, le taux de chômage communal (au sens du recensement) des 15-64 ans est inférieur à celui de la France et du département, alors qu'en 2008 la situation était inverse.
La commune fait partie de la couronne de l'aire d'attraction de Lourdes, du fait qu'au moins 15 % des actifs travaillent dans le pôle,. Elle compte 6 emplois en 2018, contre 2 en 2013 et 2 en 2008. Le nombre d'actifs ayant un emploi résidant dans la commune est de 45, soit un indicateur de concentration d'emploi de 13,3 % et un taux d'activité parmi les 15 ans ou plus de 63,8 %.
Sur ces 45 actifs de 15 ans ou plus ayant un emploi, 6 travaillent dans la commune, soit 13 % des habitants. Pour se rendre au travail, 95,6 % des habitants utilisent un véhicule personnel ou de fonction à quatre roues, 2,2 % les transports en commun et 2,2 % n'ont pas besoin de transport (travail au domicile).

## Culture locale et patrimoine

### Lieux et monuments

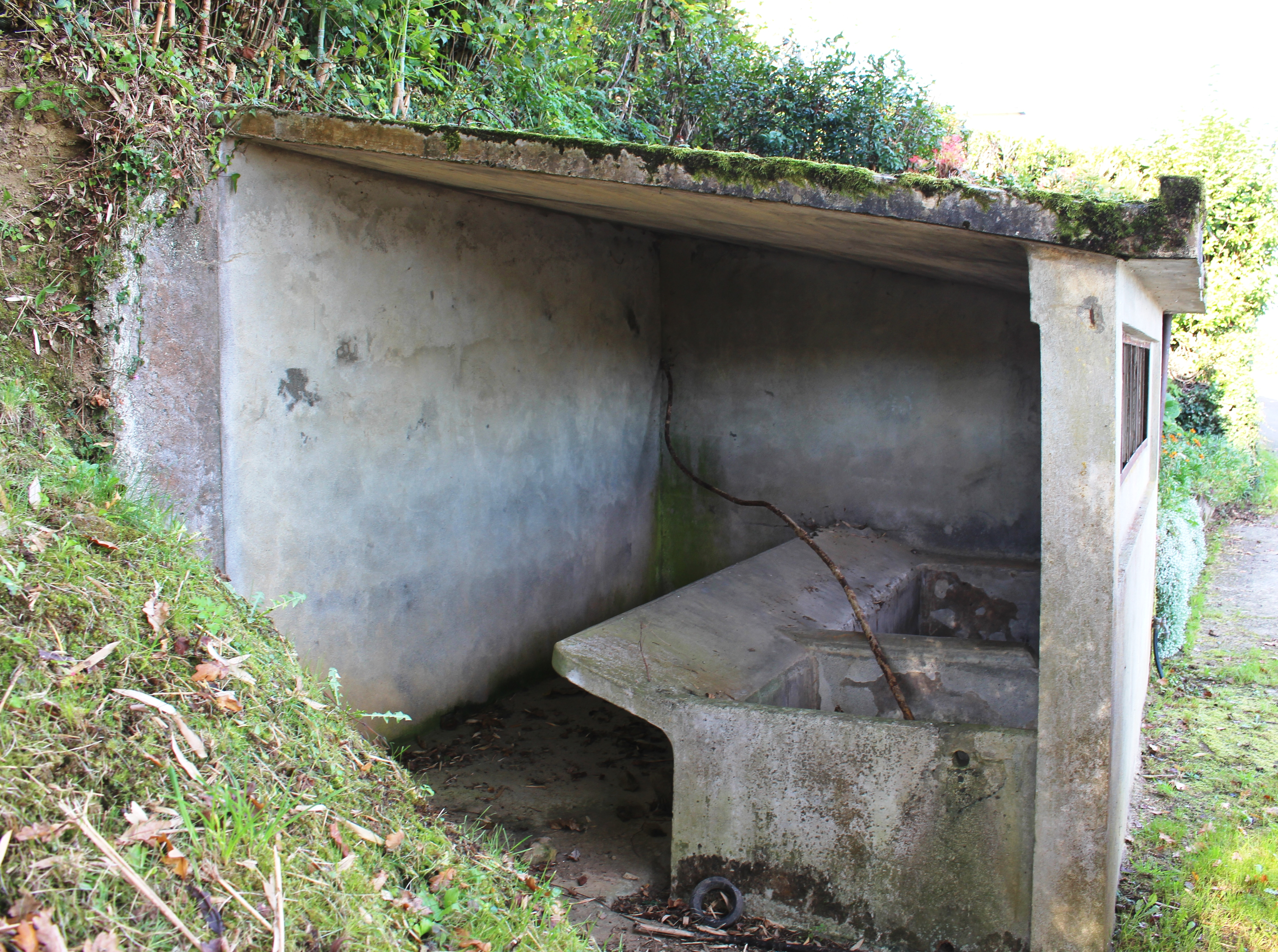
Le lavoir.

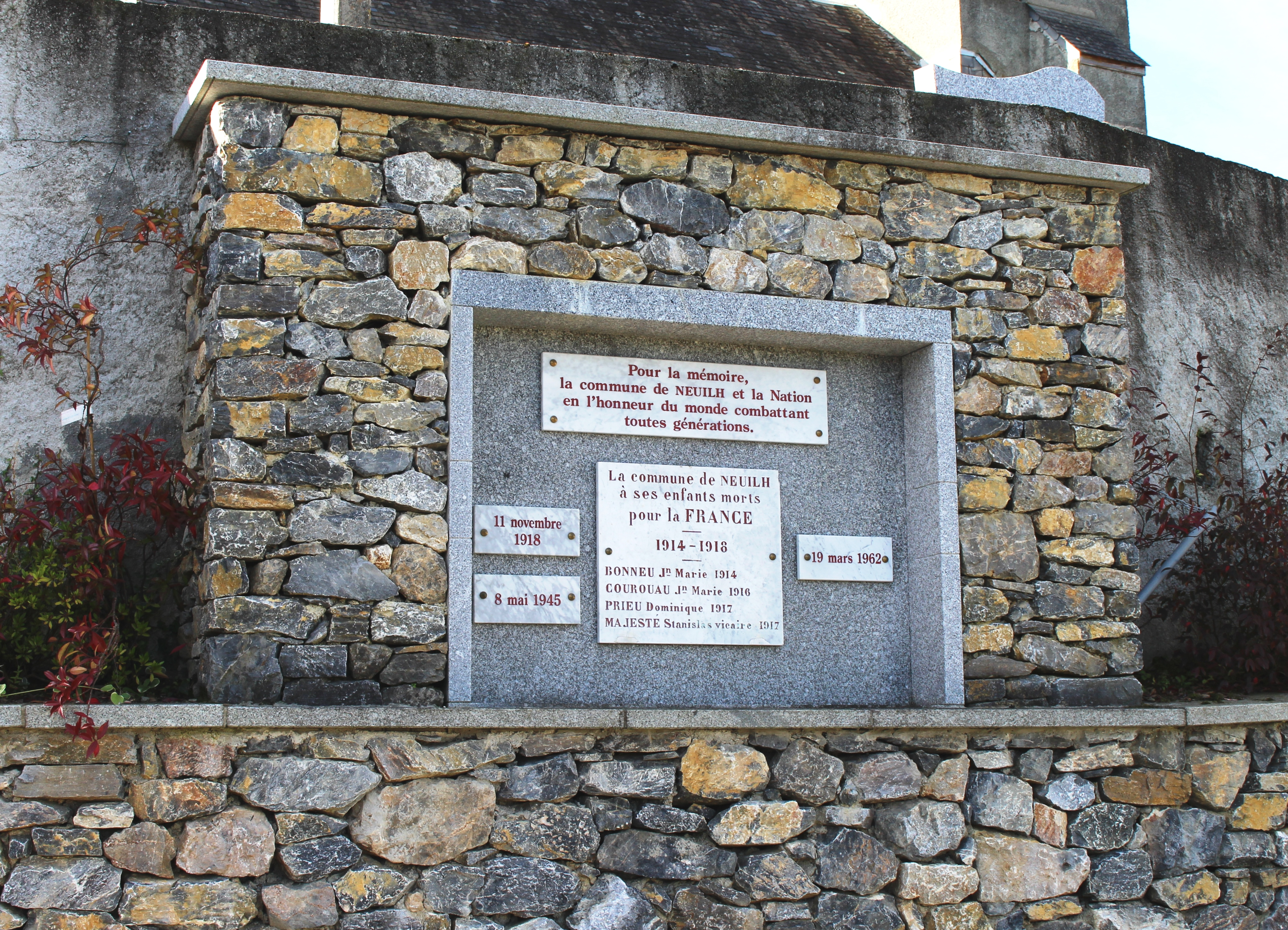
Le monument aux morts municipal.

- Église Saint-Jean de Neuilh.
- Lavoir.

Sélection de vues de l'église Saint-Jean en 2017.
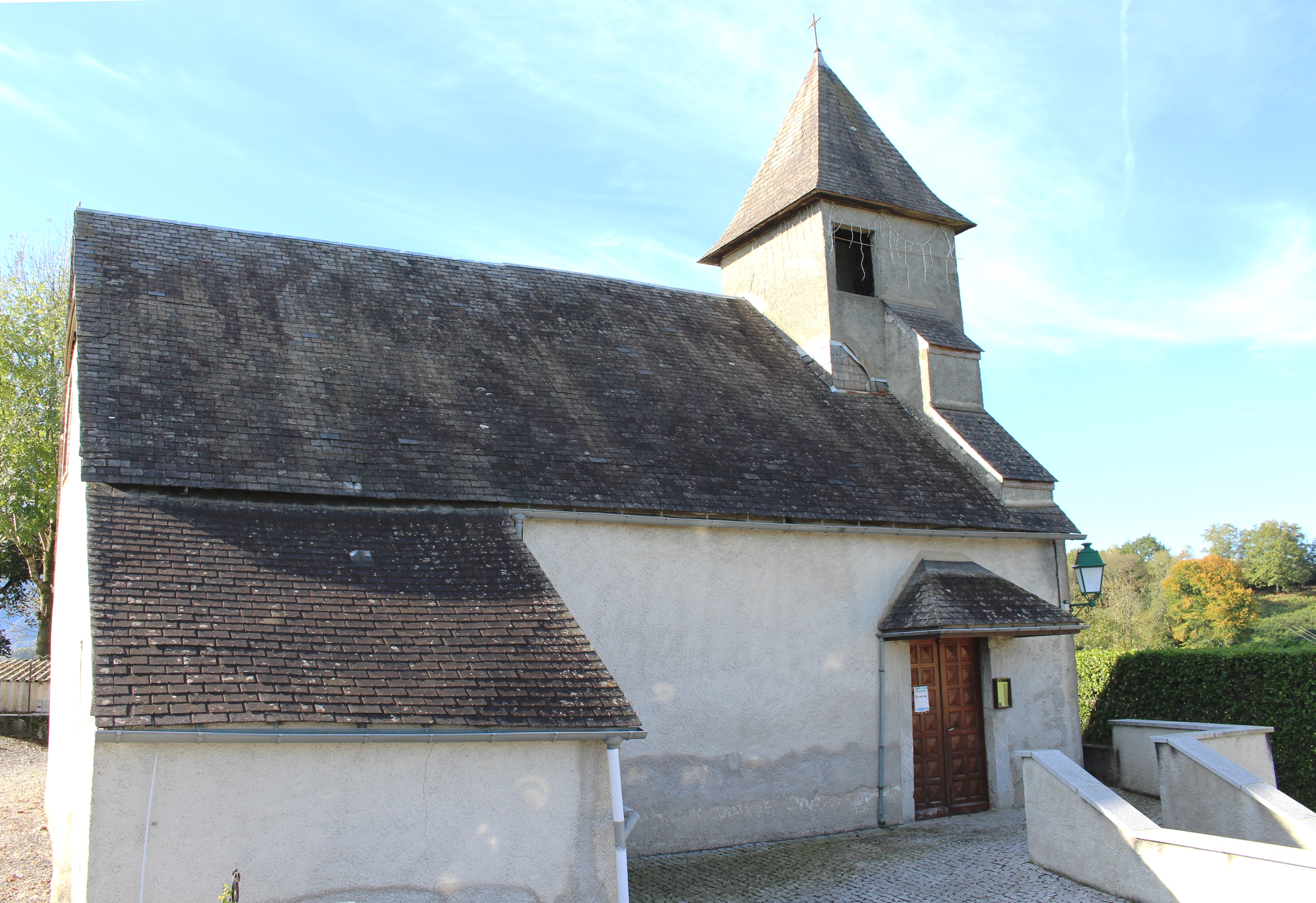
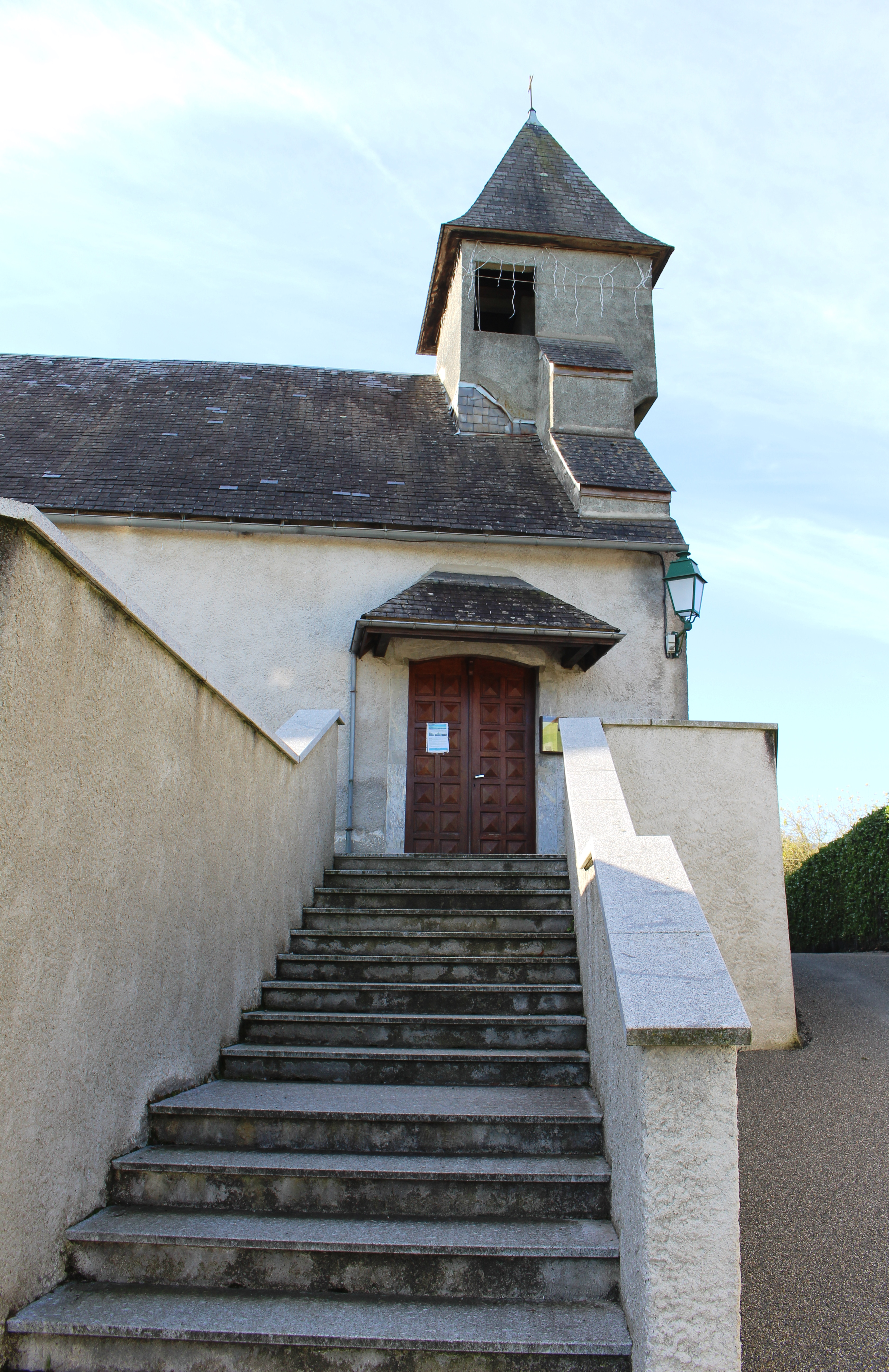
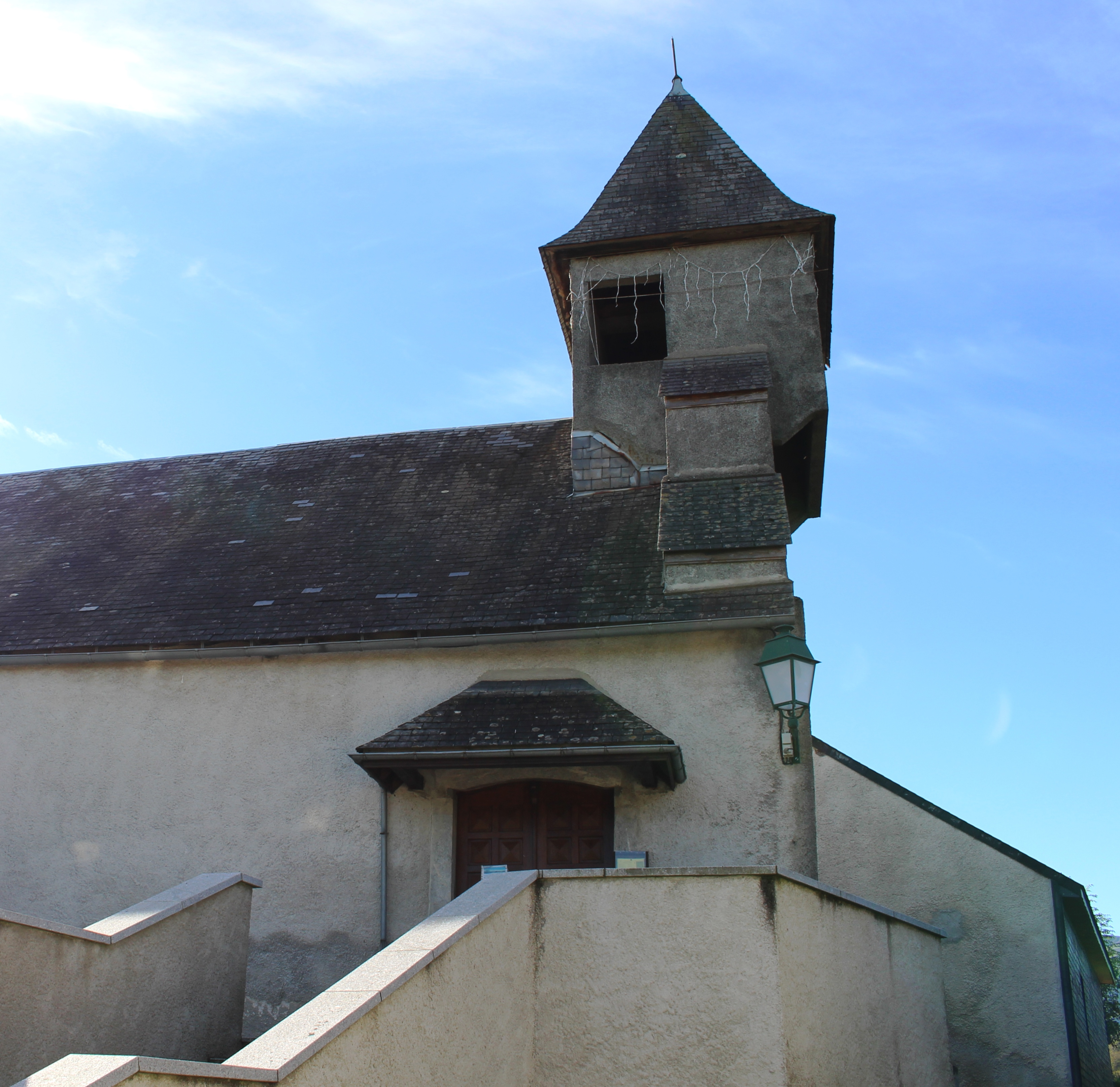

### Héraldique
| Blason de Neuilh | Blason  | D'azur à la croix latine d'argent mouvant de la pointe, au chef d'or chargé de trois fleurs de lys de gueules. |
| Blason de Neuilh | Détails | Vérifié auprès de la mairie.                                                                                   |

## Pour approfondir